# Щуцька Марія
Щуцька Марія (1941, Верешина, Грубешівський повіт, Холмщина, тепер Польща) — співачка, сопрано, солістка опери в Лодзі. 
Музичну освіту здобула у вищій музичный школі в Лодзі (з 1965), де 1969 дебютувала на сцені оперного театру (Мікаеля в «Кармен» Ж. Бізе), 1970 в Бидґощі солістка капелі мадриґалістів, з нею виступала за кордоном. З 1973 солістка опери в Лодзі. Партії: Папаґена («Чарівна флейта» В.-А. Моцарта), Олімпія («Казки Гофмана» Ж. Оффенбаха), половецька дівчина («Князь Ігор» О. Бородіна), Жрекиня («Аїда» Дж. Верді), Еврідіка («Орфей» К. Монтеверді). З 1958 виступає з хором УСКТ. У 1986 році відбула турне по Канаді та США з хором «Журавлі».